# Prix Daniel-Toscan-du-Plantier

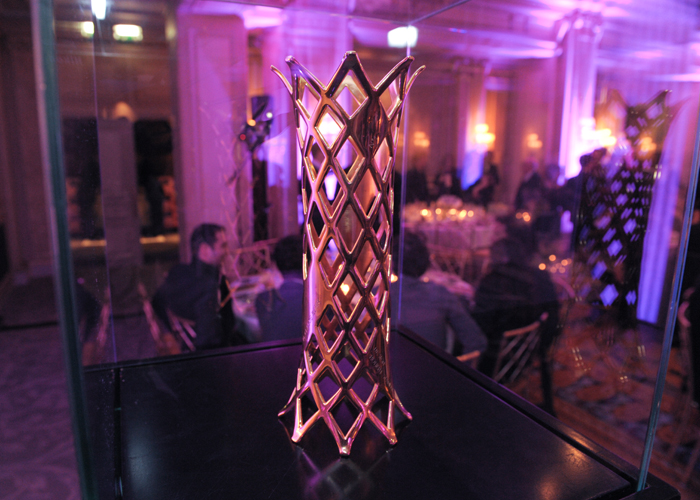
Trophée du prix Daniel Toscan-du-Plantier

Le prix Daniel Toscan-du-Plantier est une récompense cinématographique d'honneur décernée par l'Académie des arts et techniques du cinéma depuis 2008, en marge de la cérémonie des César, au meilleur producteur de film français de l'année. Ce prix fait suite à l'éphémère César du meilleur producteur (décerné à seulement deux reprises en 1996 et 1997).

## Principe
Pour la désignation du lauréat, le vote se déroule parmi une liste de producteurs finalistes. Un producteur est finaliste si l'une de ses productions est nommée au moins une fois aux César de la même année (sauf pour les films étrangers). Certains producteurs émérites peuvent être nommés si le film est un succès critique ou public mais qui n'a pas de nomination aux César,. 
Contrairement aux César, tous les membres de l'académie ne peuvent pas voter. Seuls les membres de l'association pour la promotion du cinéma (l'institution dirigeante de l'académie) ainsi que toutes les personnalités nommées aux César depuis 2008 (année de création du prix) peuvent exprimer leurs suffrages.
Son intitulé rend hommage au producteur et président de l'académie de 1992 à 2003, Daniel Toscan du Plantier (1941-2003). Le trophée a été dessiné en 2008 par le designer autrichien Robert Stadler.
Lié aux César, le trophée est remis quelques jours avant la cérémonie, lors du dîner des producteurs. Cet événement fut créé en même temps que le prix, en 2008, et rassemble les plus grands producteurs de la profession. Le dîner a souvent eu lieu au Fouquet's ou à l'hôtel George-V à Paris. Ce dîner est présidé par le ministre de la culture (sauf lors de la première édition, qui fut présidée par Isabelle Huppert, ancienne compagne de Daniel Toscan du Plantier).

## Lauréats
Il est également indiqué les films produits par le lauréat du prix Daniel-Toscan-du-Plantier qui sont nommés à la cérémonie des César de la même année.

### Années 2000
- 2008 : Claude Berri, Pathé Renn Productions (La Graine et le Mulet)
- 2009 :  (ex æquo)
  - Pascal Caucheteux, Why Not Productions (Un conte de Noël)
  - Thomas Langmann, La Petite Reine (diptyque Mesrine : L'Instinct de mort et L'Ennemi public no 1)

### Années 2010
- 2010 : Pascal Caucheteux et Grégoire Sorlat, Why Not Productions (Un prophète)
- 2011 : Yaël Fogiel et Laetitia Gonzalez, Les Films du Poisson (Tournée)
- 2012 : Alain Attal, Les Productions du Trésor (Polisse)
- 2013 : Gaëlle Bayssière et Didier Creste, Everybody on Deck (Au galop)
- 2014 : Sylvie Pialat, Les Films du Worso (L'Inconnu du lac et La Religieuse)
- 2015 : Sylvie Pialat, Les Films du Worso (Timbuktu)
- 2016 : Pascal Caucheteux et Grégoire Sorlat, Why Not Productions (Comme un avion, Dheepan et Trois souvenirs de ma jeunesse)
- 2017 : Éric et Nicolas Altmayer, Mandarin Cinéma (Chocolat, Frantz et Les Innocentes)
- 2018 : Marie-Ange Luciani et Hugues Charbonneau, Les Films de Pierre (120 battements par minute)
- 2019 : Alain Attal, Trésor Films (Le Grand Bain et Pupille)

### Années 2020
- 2020 : Christophe Barral et Toufik Ayadi, Srab Films (Les Misérables)
- 2021 : Caroline Bonmarchand, Avenue B Productions (Énorme)
- 2022 : Alice Girard et Édouard Weil, Rectangle Productions (Aline et L'Événement)
- 2023 : Carole Scotta et Barbara Letellier, Haut et Court (La Nuit du 12)
- 2024 : Marie-Ange Luciani, Les Films de Pierre (Anatomie d’une chute)[3]
- 2025 : Muriel Meynard, Agat Films / Ex Nihilo (Vingt Dieux)